# DFK戴纳瓦

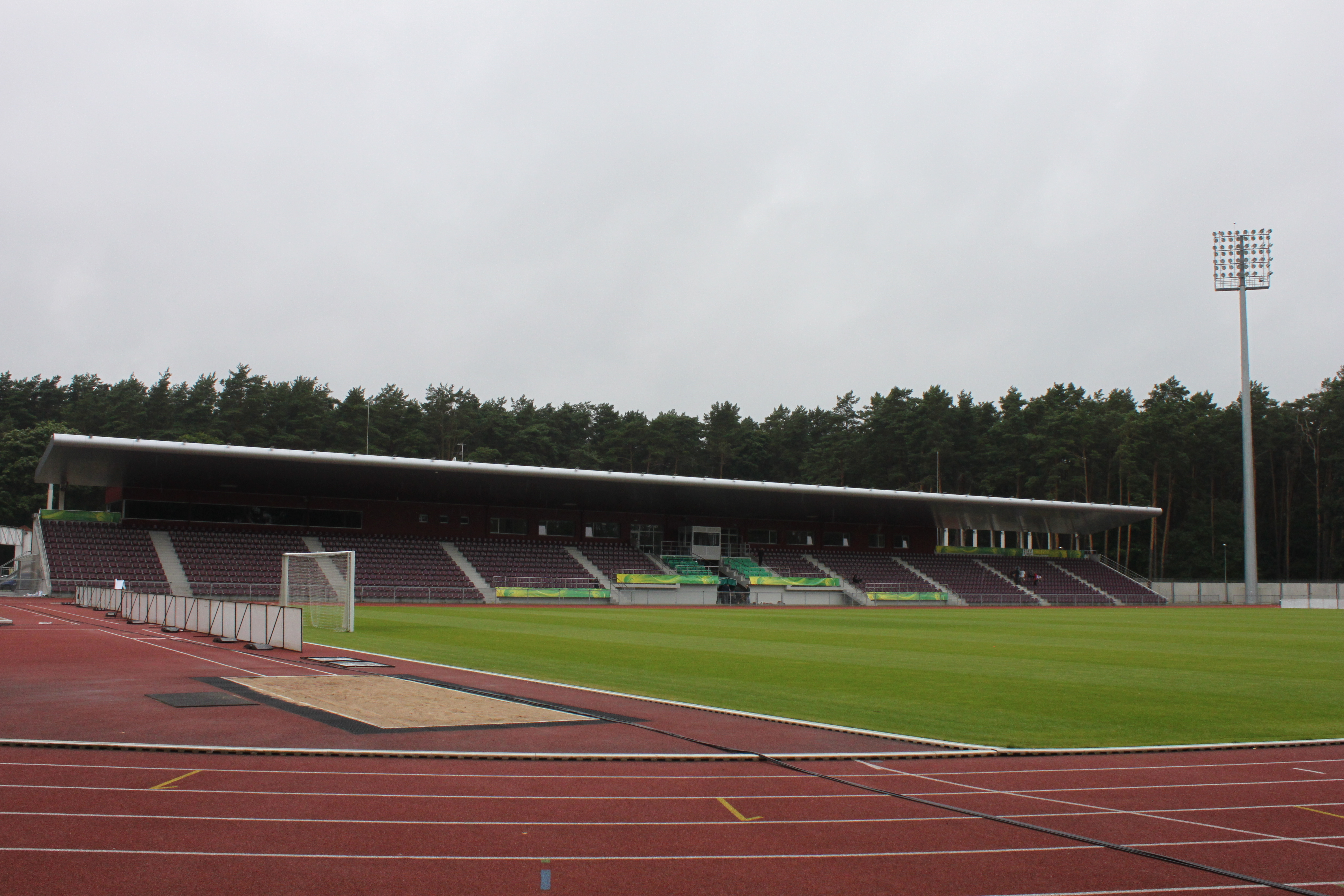
俱乐部的主场阿利图斯体育场

祖基亚戴纳瓦足球俱乐部，简称DFK戴纳瓦，是立陶宛阿利图斯市的足球俱乐部。该俱乐部成立于2016年，是2014年解散的戴納瓦足球俱樂部的后续俱乐部。